# Подруга (фильм, 2004)
«Подруга» (англ. Girlfriend) — индийская драма 2004 года режиссёра Карана Раждана.

## Сюжет
История двух близких подруг Тани (Иша Коппикар) и Сапны (Амрита Арора), которые всегда были вместе со времен колледжа, а сейчас совместно арендуют дом. Когда Таня уезжает ненадолго из города, Сапна знакомится с Рахулом (Ашиш Чоудхари). Они понравились друг другу, и к моменту возвращения Тани Сапна уже сильно влюблена в него. Узнав об этом, Таня начинает сильно ревновать. Она предпринимает попытку соблазнить Рахула, чтобы показать подруге, что все мужчины обманщики. Но это не удаётся. Тогда она старается поссорить влюблённых. Это у неё почти получается. Но в конце концов её замыслы открываются. Сапна поражена этим, а с Рахулом у Тани происходит настоящая драка. Во время неё Таня трагически погибает.

## В ролях
- Амрита Арора — Сапна
- Иша Коппикар[англ.] — Таня
- Ашиш Чоудхари[англ.] — Рахул

## Саундтрек
| №  | Название               | Исполнители                    | Длительность |
| -- | ---------------------- | ------------------------------ | ------------ |
| 1. | «Bheegi Bheegi»        | Даббу Малик, Сомия Рао, Шаан   | 5:01         |
| 2. | «Hamara Dil»           | Абхиджит, Сунидхи Чаухан       | 6:16         |
| 3. | «Suno To Jaana Jaana»  | Сунидхи Чаухан, Вайшали Самант | 4:45         |
| 4. | «Tere Chehre Se»       | Кумар Сану, Шрея Гхошал        | 5:48         |
| 5. | «Thodi Tumse Shararat» | Шрея Гхошал, Сону Нигам        | 6:24         |